# Leichtphase
Unter Leichtphasen, auch englisch Light Non-Aqueous Phase Liquids (LNAPL), werden organische Flüssigkeiten zusammengefasst, die sich nicht oder kaum im Wasser lösen und eine geringere spezifische Dichte als Wasser besitzen. Im Kontakt mit Wasser führt dies zur Bildung einer organischen Phase, die auf der wässrigen Phase schwimmt, beispielsweise Öl auf Wasser. Solche organischen Substanzen, die eine höhere spezifische Dichte als Wasser besitzen, werden als Schwerphase (DNAPL) bezeichnet. 
Der Großteil der nicht-halogenierten Kohlenwasserstoffe gehören zu dieser Gruppe, während chlorierte Lösungsmittel wie Dichlormethan, Chloroform oder Trichlorethen der Schwerphase zuzuordnen sind.
Leichtphasen können sich beispielsweise durch lecke Öl- oder Benzintanks im Untergrund bilden. Diese können Langzeitquellen für die Verschmutzung von Grund- und Oberflächenwasser durch organische Substanzen darstellen. Die Sanierung der Altlasten kann durch Natürliche Attenuation erfolgen.